# Olomoucký misál
Olomoucký misál (latinsky Missale Olomucense) je liturgická kniha, která se používala v olomoucké diecézi před zavedením jednotného římského misálu v roce 1570. Původní, tzv. bamberské vydání, pochází z roku 1488, kdy misál pro olomouckou diecézi objednal u bamberského tiskaře Johanna Sensenschmidta špýrský nakladatel a obchodník Peter Drach spolu s lipským knihkupcem Johannem Schmiedhofferem, a to zřejmě na přímý popud olomouckého biskupa Jana Filipce.

## Historie a popis
Misál je datován ke 4. březnu 1488, přičemž obsahuje předmluvu biskupa Jana Filipce, která je paradoxně datována až ke 31. březnu téhož roku. Pravděpodobným důvodem je, že prvních deset listů misálu obsahujících předmluvu a kalendář bylo vytištěno a připojeno později, snad proto, že se čekalo, až text dorazí z Olomouce. Olomoucký biskup v předmluvě oslovuje především místní duchovní a uvádí důvody pro vydání misálu – užívané misály buď byly špatně opsány, nebo už příliš utrpěly každodenním užíváním. Současně proto vyslovuje přání, aby nově vytištěné misály nahradily staré.
Misál byl vydán v počtu 420 výtisků, z toho 20 bylo vytištěno na pergamen a zbytek na papír (s pergamenovou složkou s kánonem). Celkové náklady na tisk činily 1300 rýnských zlatých (z nichž Drach přispěl 1000 a Schmiedhoffer 300 zlatými), za něž byl především nakoupen papír a pergamen a vyplacen honorář bamberské tiskárně. Tiskařské práce byly ukončeny pravděpodobně v prosinci roku 1499. Následně byly listy misálu převezeny do Lipska, kde byly svázány, opatřeny kováním, iluminovány a rubrikovány, což stálo 168 rýnských zlatých (2 zlaté za každých 5 výtisků). Na lipskou knihvazačskou dílnu ukazuje především pro ni typická slepotisková výzdoba misálu.
O prodej takto pořízených misálů se staral knihkupec Schmiedhoffer. Papírové misály za prodávaly za 5 a pergamenové za 12 uherských dukátů, což bylo v souladu s tehdy obvyklými cenami. Tržba po prodání všech výtisků tedy činila 2240 uherských dukátů (asi 2990 rýnských zlatých), takže vložené prostředky se obchodníkům vrátily více než dvojnásobně.
Ze zmíněných 420 výtisků bamberského vydání olomouckého misálu se dochovalo asi 20 exemplářů, které jsou téměř všechny tištěny na papíře a jen jeden (uchovávaný ve sbírkách Vědecké knihovny v Olomouci) na pergamenu. Olomoucký misál se později dočkal ještě dvou dalších vydání, a to roku 1499 v dílně Georga Stuchse v Norimberku a roku 1505 v dílně Johanna Winterburgera ve Vídni.

## Galerie

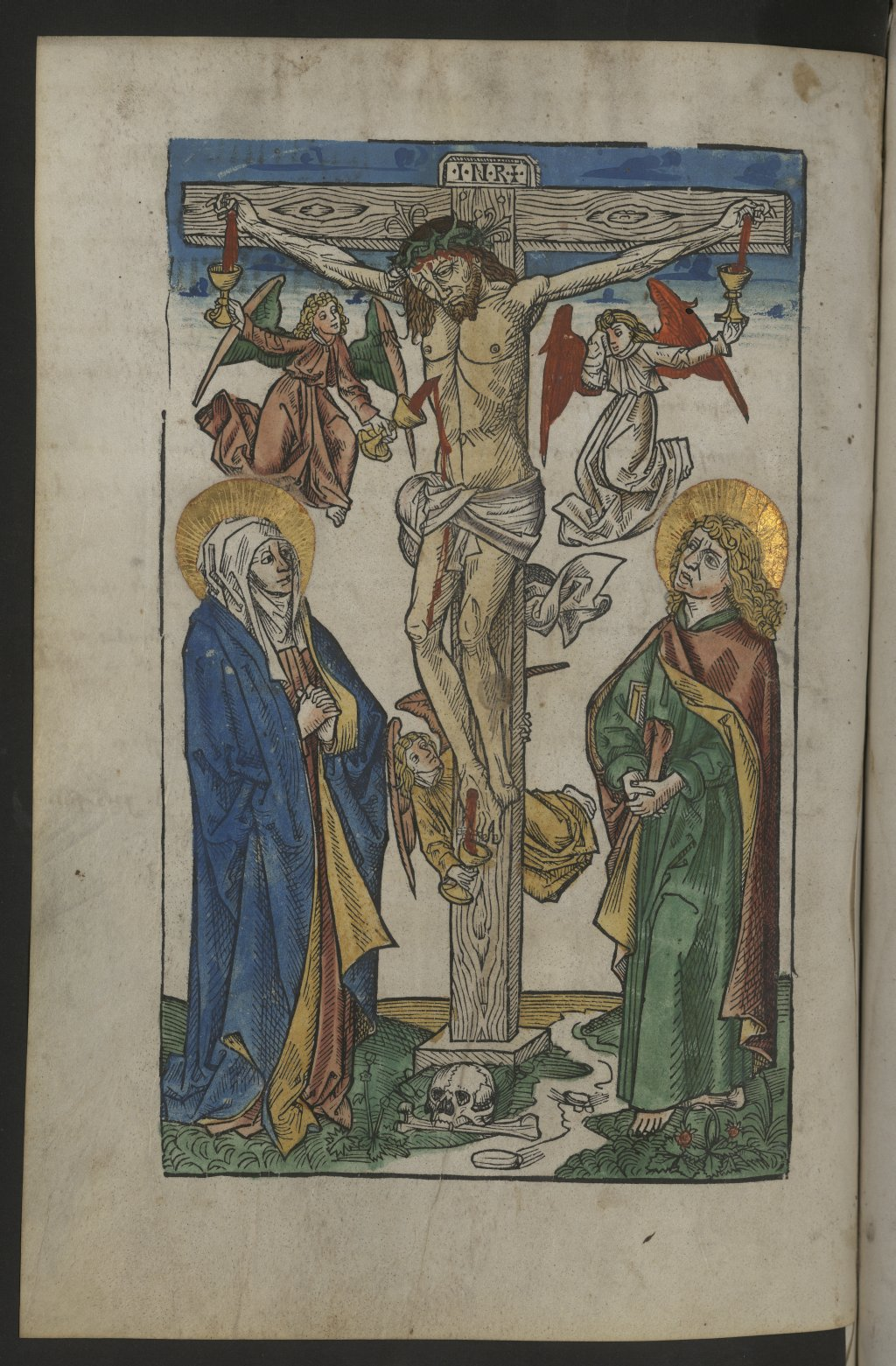
Kánonový list s ukřižováním
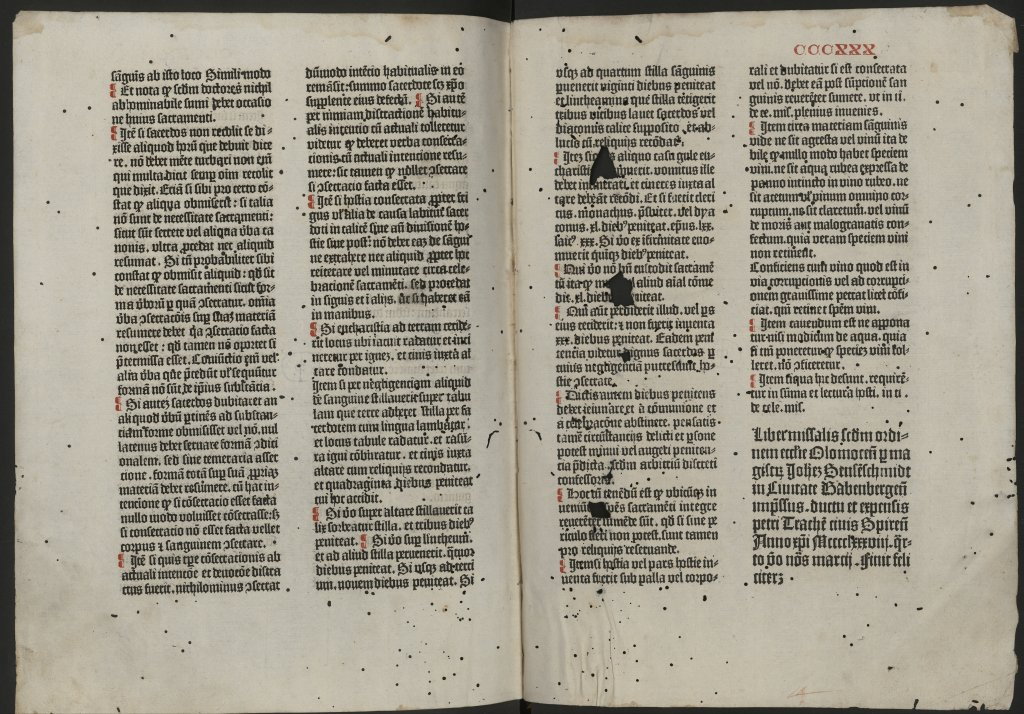
Závěr s kolofonem o vzniku knihy v Bamberku